# 87P/Bus
La comète Bus, officiellement 87P/Bus, est une comète périodique du système solaire, découverte le 2 mars 1981 par Schelte J. Bus au UK Schmidt Telescope de l'observatoire de Siding Spring en Australie.